# Anne Horsch
Anne Horsch (* in München) ist eine deutsche Organistin.

## Leben und Wirken
Anne Horsch erhielt im Alter von fünf Jahren ersten Klavierunterricht. Sie studierte Orgel an der Hochschule für Musik München bei unter anderem Franz Lehrndorfer und Harald Feller. Mit Stipendien des DAAD, des Lions Clubs und des Deutsch-Französischen Jugendwerk studierte sie von 1995 bis 1999 in Paris bei Éric Lebrun, François Espinasse und Naji Hakim sowie in Lyon am Conservatoire National Supérieur de Musique et de Danse bei Jean Boyer. Außerdem besuchte sie Meisterkurse bei Daniel Roth, Gaston Litaize, Olivier Latry, Lorenzo Ghielmi, Michael Radulescu, Louis Robilliard und Bob van Asperen. 2002 erschien ihre erste CD bei Arte Nova mit Werken von Reubke, Mulet und Vierne an der Orgel von St. Eustache in Paris. Sie beendete im Sommer 2007 die Einspielung des gesamten Orgelwerks von Johannes Brahms für den Bayerischen Rundfunk an der historisch-romantischen Maerz-Orgel von St. Rupert in München. Anne Horsch spielt regelmäßig Konzerte im In- und Ausland.

## Diskografie
- Vierne, Mulet, Reubke: Anne Horsch an der Van den Heuvel-Orgel in Saint-Eustache in Paris (Arte Nova Classics; 2002)
- Camille Saint-Saëns: Symphonie Nr. 3, c-moll, op. 78; „Orgelsymphonie“
- Johannes Brahms: Complete Organ Works. Cpo Musikproduktion, Georgsmarienhütte (Cpo; 2008)